# Список млекопитающих Узбекистана
Это список стандартизации   видов млекопитающих по МСОП. В Узбекистане насчитывается 64 вида млекопитающих, из которых 1 находится на грани исчезновения, 3 — под угрозой исчезновения, 6 являются уязвимыми, а 4 вида близки к уязвимому положению.
Следующие теги используются для выделения статуса сохранения каждого вида по оценке МСОП:
- — вымершие в дикой природе виды
- — исчезнувшие в дикой природе, представители которых сохранились только в неволе
- — виды на грани исчезновения (в критическом состоянии)
- — виды под угрозой исчезновения
- — уязвимые виды
- — виды, близкие к уязвимому положению
- — виды под наименьшей угрозой
- — виды, для оценки угрозы которым не хватает данных

Некоторые виды были оценены с использованием более ранних критериев. Виды, оцененные с использованием этой системы, имеют следующие категории вместо угрожаемых и наименее опасных:
| LR/cd | Lower risk/conservation dependent | Виды, которые были в центре внимания программ сохранения и, возможно, перешли в категорию более высокого риска, если эта программа была прекращена. |
| LR/nt | Lower risk/near threatened        | Виды, которые близки к тому, чтобы классифицироваться как уязвимые, но не являются объектом программ сохранения.                                    |
| LR/lc | Lower risk/least concern          | Виды, для которых не существует идентифицируемых рисков.                                                                                            |

## Подкласс:Звери

### Инфракласс:Eutheria

#### Отряд:Грызуны(грызуны)
- Подотряд: Белкообразные
  - Семейство: Беличьи (белки)
    - Подсемейство: Xerinae
      - Триба: Xerini
        - Род: Тонкопалые суслики
          - Тонкопалый суслик, Spermophilopsis leptodactylus LR/lc

      - Триба: Marmotini
        - Род: Сурки
          - Длиннохвостый сурок, Marmota caudata LR/nt
          - Сурок Мензбира, Marmota menzbieri VU

        - Род: Суслики
          - Жёлтый суслик, Spermophilus fulvus LR/lc
          - Малый суслик, Spermophilus pygmaeus LR/lc

  - Семейство: Соневые (сони)
    - Подсемейство: Leithiinae
      - Род: Лесные сони
        - Лесная соня, Dryomys nitedula LR/nt

  - Семейство: Тушканчиковые (тушканчики)
    - Подсемейство: Allactaginae
      - Род: Земляные зайцы
        - Большой тушканчик, Allactaga major LR/lc
        - Тушканчик Северцова, Allactaga severtzovi LR/lc
        - Тушканчик Виноградова, Allactaga vinogradovi LR/lc

      - Род: Allactodipus
        - Тушканчик Бобринского, Allactodipus bobrinskii LR/lc

    - Подсемейство: Cardiocraniinae
      - Род: Трёхпалые карликовые тушканчики
        - Тушканчик Гептнера, Salpingotus heptneri LR/nt

    - Подсемейство: Dipodinae
      - Род: Мохноногие тушканчики
        - Мохноногий тушканчик, Dipus sagitta LR/lc

      - Род: Eremodipus
        - Тушканчик Лихтенштейна, Eremodipus lichtensteini LR/lc

      - Род: Пустынные тушканчики
        - Туркменский тушканчик, Jaculus turcmenicus LR/lc

      - Род: Емуранчики
        - Обыкновенный емуранчик, Stylodipus telum LR/lc

    - Подсемейство: Paradipodinae
      - Род: Гребнепалые тушканчики
        - Гребнепалый тушканчик, Paradipus ctenodactylus LR/lc

  - Семейство: Хомяковые
    - Подсемейство: Полёвковые
      - Род: Афганские полёвки
        - Афганская полёвка, Blanfordimys afghanus LR/lc

      - Род: Слепушонки
        - Восточная слепушонка, Ellobius tancrei LR/lc

  - Семейство: Мышиные (мыши, крысы, полевки, песчанки, хомяки и т. д.)
    - Подсемейство: Песчанковые
      - Род: Малые песчанки
        - Краснохвостая песчанка, Meriones libycus LC
        - Полуденная песчанка, Meriones meridianus LR/lc
        - Тамарисковая песчанка, Meriones tamariscinus LR/lc

    - Подсемейство: Мышиные
      - Род: Пластинчатозубые крысы
        - Пластинчатозубая крыса, Nesokia indica LC

#### Отряд:Зайцеобразные(зайцеобразные)
- Семейство: Пищуховые (пищухи)
  - Род: Пищухи
    - Красная пищуха, Ochotona rutila LR/lc

#### Отряд:Ежеобразные(ежи и гимнуры)
- Семейство: Ежовые (ежи)
  - Подсемейство: Настоящие ежи
    - Род: Ушастые ежи

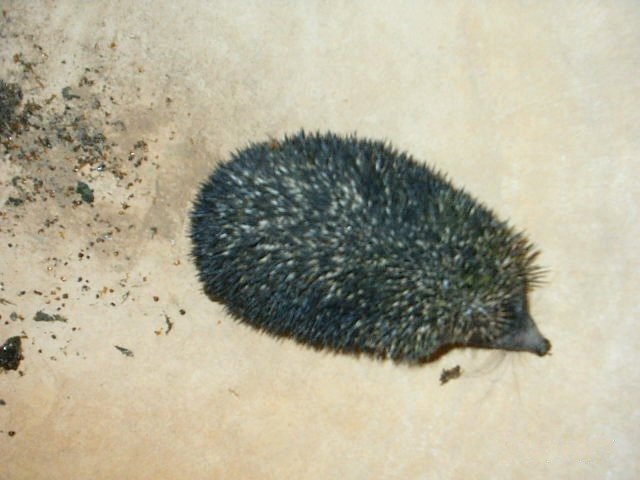
Длинноиглый ёж

      - Ушастый ёж, Hemiechinus auritus LR/lc
      - Длинноиглый ёж, Paraechinus hypomelas LR/lc

#### Отряд:Насекомоядные(землеройки, кроты и щелезубы)

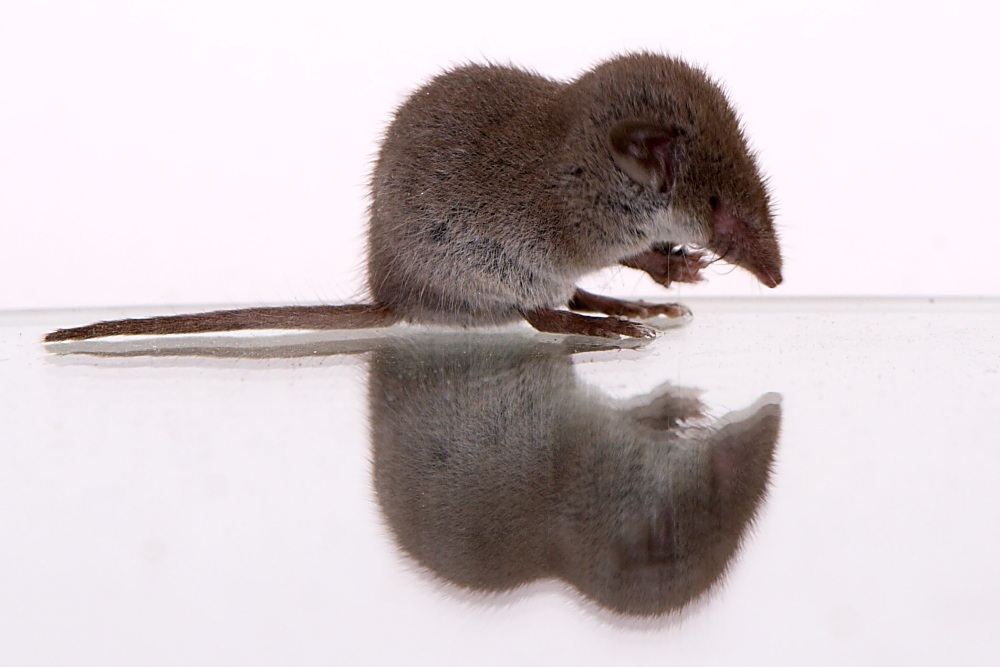
Малая белозубка

- Семейство: Землеройковые (землеройки)
  - Подсемейство: Белозубочьи
    - Род: Белозубки
      - Crocidura gueldenstaedtii LR/lc
      - Малая белозубка, Crocidura suaveolens LR/lc

    - Род: Путораки
      - Пегий путорак, Diplomesodon pulchellum LR/lc

  - Подсемейство: Бурозубочьи
    - Триба: Soricini
      - Род: Бурозубки
        - Малая бурозубка, Sorex minutus LR/lc

#### Отряд:Рукокрылые(летучие мыши)

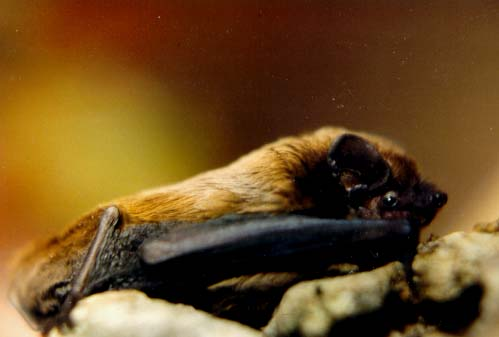
Малая вечерница

- Семейство: Гладконосые летучие мыши
  - Подсемейство: Myotinae
    - Род: Ночницы
      - Итальянская ночница, Myotis capaccinii VU
      - Трёхцветная ночница, Myotis emarginatus VU
      - Длиннохвостая ночница, Myotis frater LR/nt

  - Подсемейство: Vespertilioninae
    - Род: Кожаны
      - Кожанок Бобринского, Eptesicus bobrinskoi LR/lc
      - Пустынный кожан, Eptesicus bottae LC

    - Род: Вечерницы
      - Гигантская вечерница, Nyctalus lasiopterus LR/nt
      - Малая вечерница, Nyctalus leisleri LR/nt
- Семейство: Подковоносые
  - Подсемейство: Rhinolophinae
    - Род: Подковоносы
      - Бухарский подковонос, Rhinolophus bocharicus LR/lc
      - Большой подковонос, Rhinolophus ferrumequinum LR/nt
      - Малый подковонос, Rhinolophus hipposideros LC

#### Отряд:Хищные(хищники)
- Подотряд: Кошкообразные
  - Семейство: Кошачьи (кошки)
    - Подсемейство: Малые кошки
      - Род: Гепарды

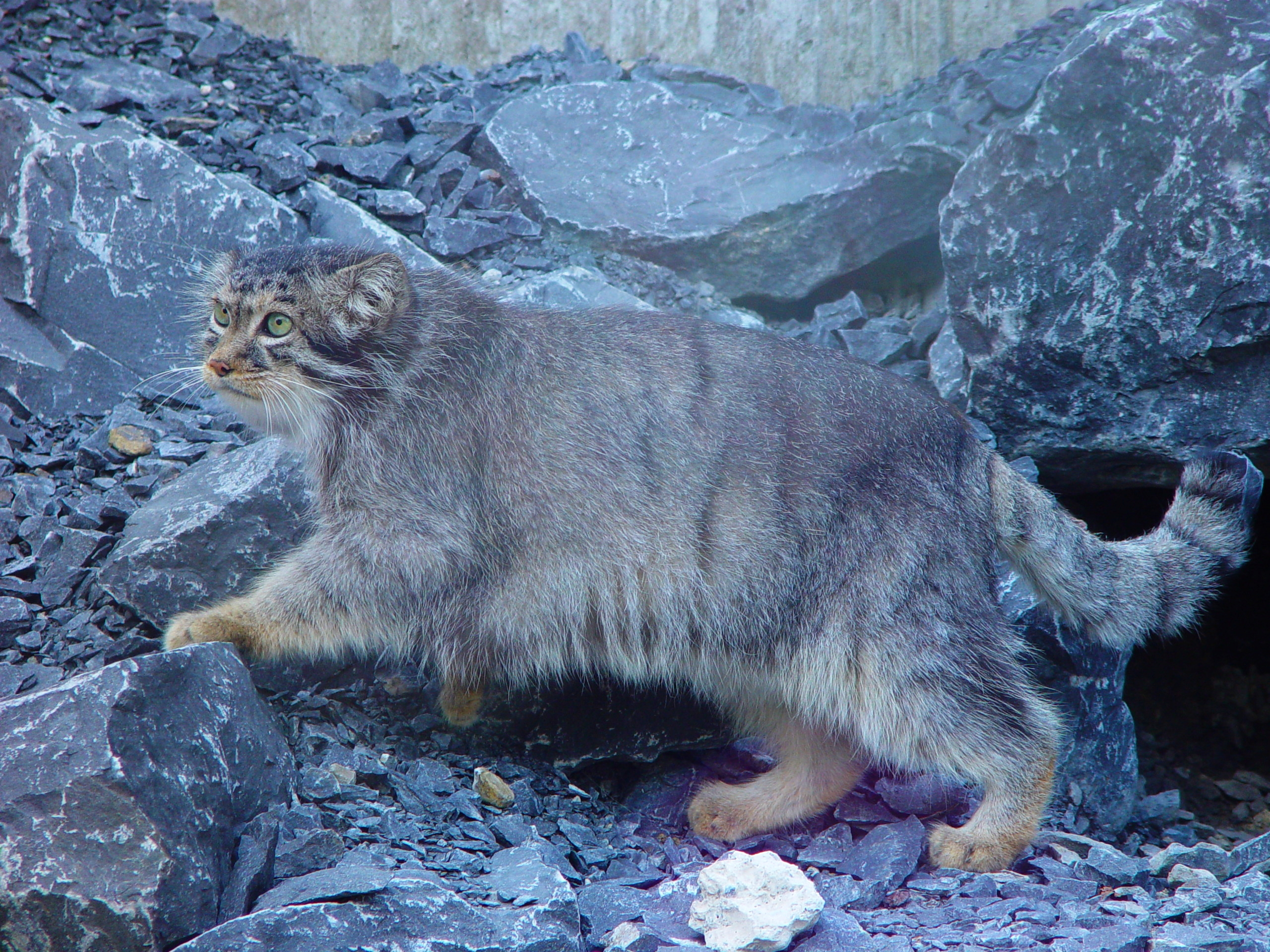
Манул

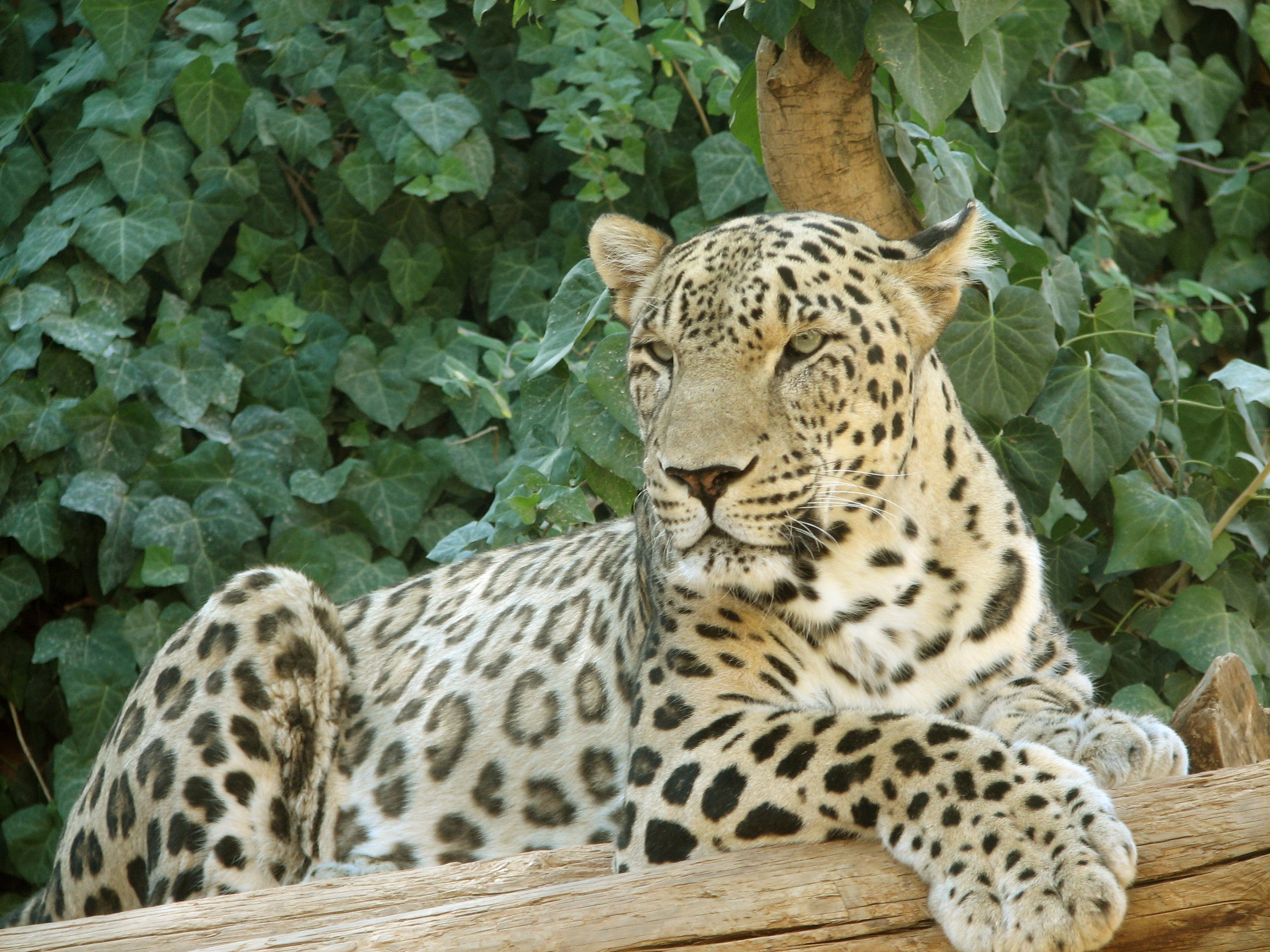
Переднеазиатский леопард

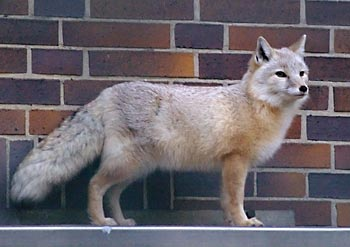
Корсак

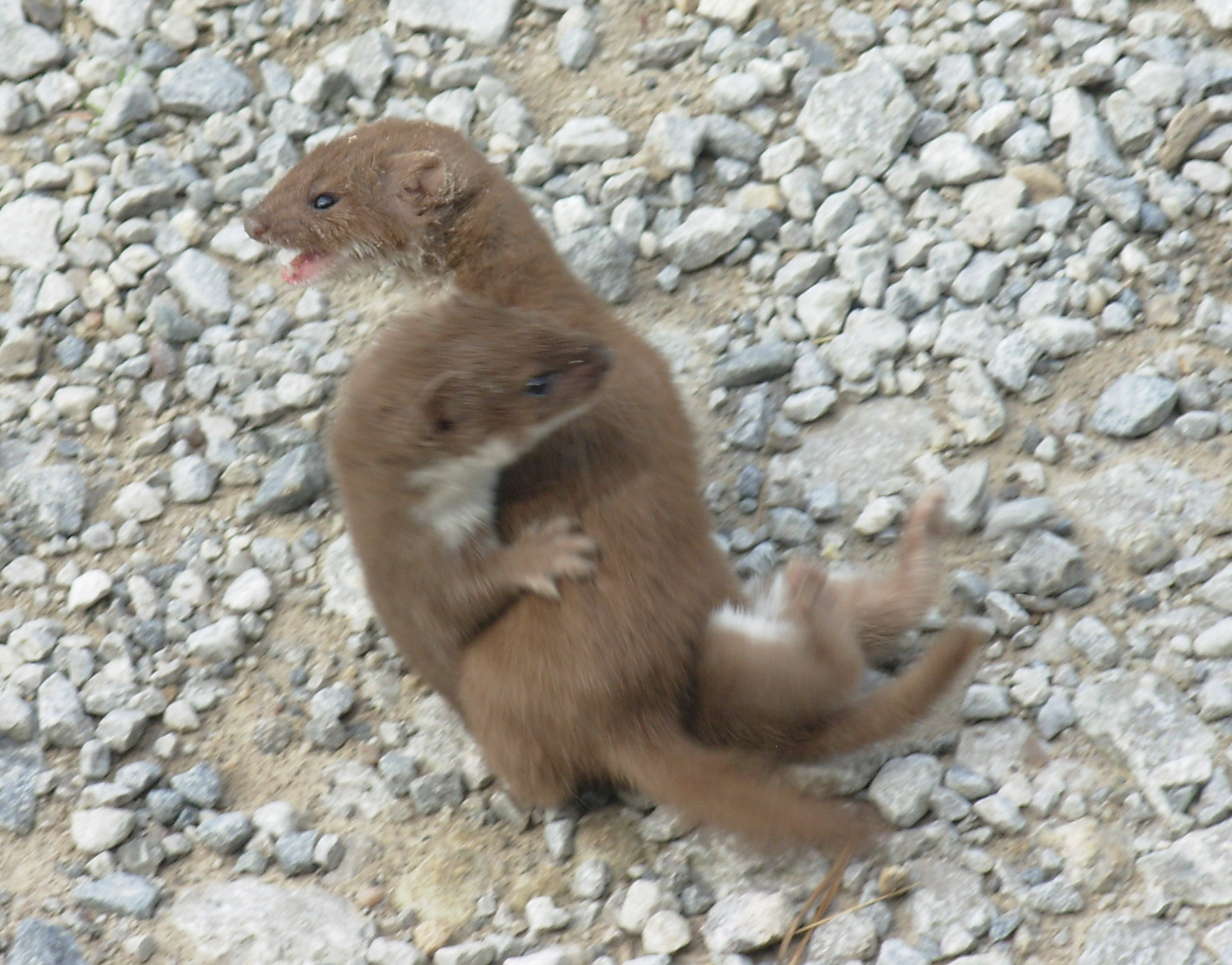
Обыкновенная ласка

        - Азиатский гепард, Acinonyx jubatus venaticus CR

      - Род: Каракалы
        - Каракал, Caracal caracal LC

      - Род: Кошки
        - Камышовый кот, Felis chaus LC
        - Закаспийский барханный кот, Felis margarita thinobia NT
        - Лесная кошка, Felis silvestris LC
        - Манул, Felis manul NT

      - Род: Рыси
        - Обыкновенная рысь, Lynx lynx NT

    - Подсемейство: Большие кошки
      - Род: Пантеры
        - Переднеазиатский леопард, Panthera pardus ciscaucasica EN
        - Закавказский тигр, Panthera tigris virgata EX
        - Ирбис, Panthera uncia EN

  - Семейство: Гиены (гиены)
    - Род: Hyaena
      - Полосатая гиена, Hyaena hyaena LR/nt
- Подотряд: Собакообразные
  - Семейство: Псовые (собаки, лисы)
    - Род: Лисицы
      - Корсак, Vulpes corsac LC
      - Обыкновенная лисица, Vulpes vulpes LC

    - Род: Волки
      - Волк, Canis lupus LC
      - Обыкновенный шакал, Canis aureus LC

  - Семейство: Медвежьи (медведи)
    - Род: Медведи
      - Бурый медведь, Ursus arctos LR/lc

  - Семейство: Куньи (куньи)
    - Род: Хорьки
      - Горностай, Mustela erminea LR/lc
      - Степной хорёк, Mustela eversmanii LR/lc
      - Обыкновенная ласка, Mustela nivalis LR/lc

    - Род: Vormela
      - Перевязка, Vormela peregusna LR/lc

    - Род: Выдры
      - Выдра, Lutra lutra NT

#### Отряд:Непарнокопытные(непарнокопытные)
- Семейство: Лошадиные (лошади и т. д.)
  - Род: Лошади
    - Туркменский кулан, Equus hemionus kulan NT

#### Отряд:Парнокопытные(парнокопытные)
- Семейство: Оленевые (олени)
  - Подсемейство: Настоящие олени
    - Род: Олени
      - Cervus affinis LR/lc

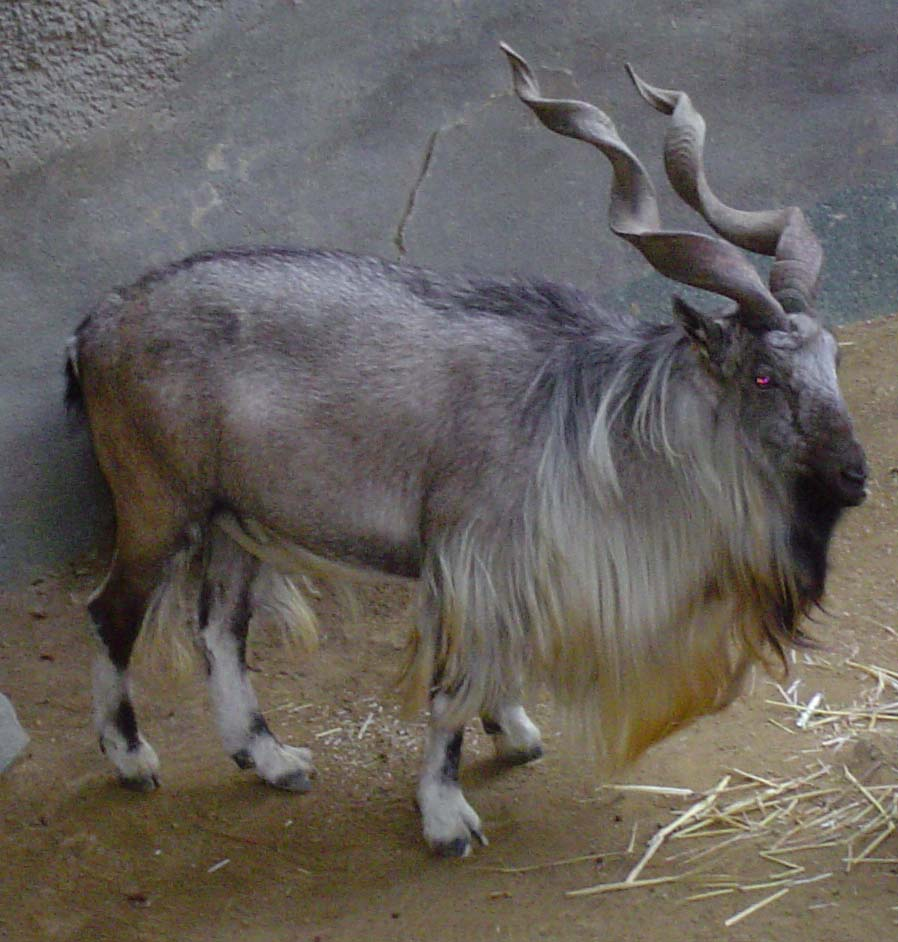
Винторогий козёл

- Семейство: Полорогие (крупный рогатый скот, антилопы, овцы, козы)
  - Подсемейство: Настоящие антилопы
    - Род: Газели
      - Джейран, Gazella subgutturosa VU

    - Род: Сайги
      - Сайга, Saiga tatarica CR

  - Подсемейство: Козлиные
    - Род: Горные козлы
      - Винторогий козёл, Capra falconeri EN

    - Род: Бараны
      - Архар, Ovis ammon VU